# Insurreição do Crato
Insurreição do Crato foi movimento tradicionalista ocorrido na então província do Ceará, durante o período regencial, como decorrência da abdicação de D. Pedro I, tendo como principal líder o restaurador Joaquim Pinto Madeira, coronel tanto politicamente quanto hierarquicamente, e que eclodiu a 2 de janeiro de 1832.

## Principais eventos
Buscando a restauração do Imperador Pedro I, que após abdicar rumou para a Europa, os rebelados dirigiram-se até a Vila do Crato, onde proclamaram nula sua abdicação e instalaram um governo provisório para todo o Cariri.
Após combates em Icó (a 6 de outubro) e em Missão Velha (3 de novembro de 1832), o General Pedro Labatut, que já atuara na Independência da Bahia, sufoca o movimento. Pinto Madeira é preso, julgado e fuzilado no Crato, por seus adversários.